# Den sorte familie
Den sorte familie è un film muto del 1914 diretto da Alfred Cohn.

## Produzione
Il film fu prodotto dalla Fotorama.

## Distribuzione
Distribuito dalla Fotorama, il film uscì nelle sale cinematografiche danesi presentato in prima al Vesterbro Teater il 28 gennaio 1914.